# San Lucas Texcaltitlán
San Lucas Texcaltitlán är en ort i Mexiko, tillhörande kommunen Donato Guerra i sydvästra delen av delstaten Mexiko. Orten hade 1 430 invånare vid folkräkningen år 2010.